# Партия зелёных (Эстония)
Партия зелёных (эст. Erakond Eestimaa Rohelised) — эстонская политическая партия зелёных.

## История
Экологическая кампания зелёных, Движение эстонских зелёных (эст. Eesti Roheline Liikumine) было основано Юханом Ааре в мае 1988 года. Эстонская партия зелёных была утверждена 19 августе 1989 года, и соперничающая Зелёная партия под руководством Велло Похла в мае 1990 года. После 2 лет разделения в декабре 1991 года была основана Партия эстонских зелёных. Только один представитель Рейн Ярлик был избран в Парламент в сентябре 1992 года.
Вальдур Лахтвее, организатор новой Партии зелёных, сообщил, что на 1 ноября 2006 года было завербовано более чем 1000 членов Инициативной группы для регистрации в качестве политической партии по эстонскому законодательству, открывая тем самым двери для принятия участия в парламентских выборах в марте 2007 года.
25 ноября 2006 года партия провела основное заседание, с 361 представителями 1203 членов. Программа партии была ратифицирована и было избрано 13 членов. Марек Страндберг заметил, что целью партии было набрать хотя бы 5 мест в Рийгикогу в предстоящих выборах и сформировать парламентское представительство зелёных. Основными пунктами программы являлись: защита эстонских лесов, моря и других ресурсов, а также продвижение демократии. Экономически партия поддерживает новаторство и консервативную фискальную политику.
На парламентских выборах 2007 года Эстонские зелёные получили 39 265 голосов (7.1 % от общего числа), вследствие чего получили шесть мест в Рийгикогу. На парламентских выборах 2011 года партия получила 3,8 % голосов и потеряла представительство в парламенте. В ПАСЕ входили в группу объединённых левых.